# Épisode méditerranéen
Ne doit pas être confondu avec Épisode cévenol.

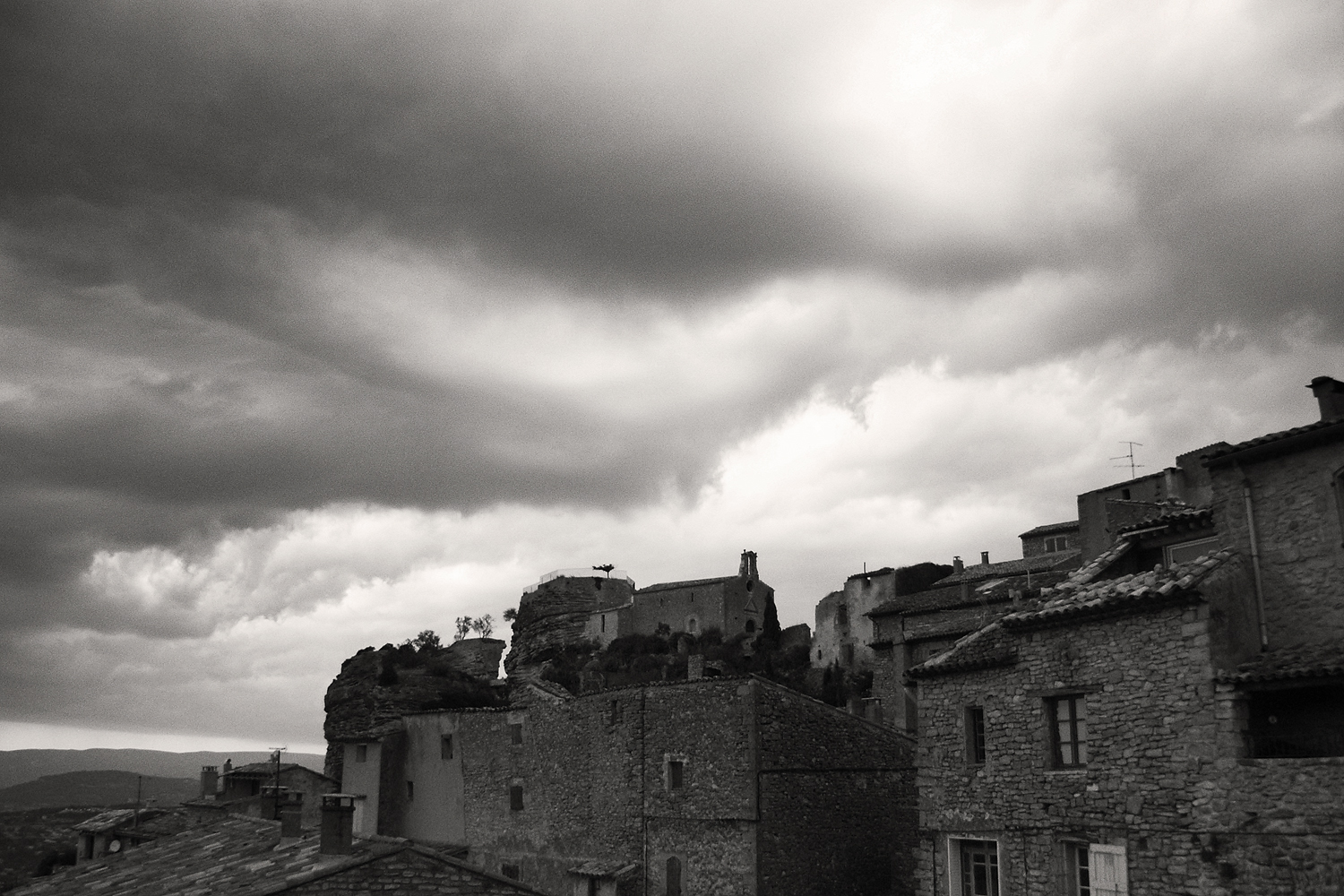
Épisode méditerranéen sur le Luberon, au-dessus de Saignon.

Un épisode méditerranéen est un phénomène météorologique particulier du pourtour méditerranéen, producteur d'intenses phénomènes orageux, et en particulier de fortes lames d'eau convectives. On peut même parler d'une séquence orageuse singulière, pendant laquelle une série d'organisations orageuses plus ou moins sévères se succèdent sur une zone donnée pendant 12 à 36 h, avec des cumuls de pluies journaliers très importants, souvent égaux à quatre ou six mois de pluies en seulement 12 ou 36 h. Dans les épisodes les plus violents, on peut même arriver à l'équivalent d'une année de pluie en seulement 24 h. 
Par sa saisonnalité, sa fréquence, et sa virulence, on peut le comparer aux phénomènes de moussons et aux cyclones tropicaux, puisqu'on en observe régulièrement à la même époque, avec une fréquence interannuelle très variable. Cependant si pour les cyclones tropicaux et la mousson des cycles interannuels sont clairement identifiables, ce n'est absolument pas le cas pour les épisodes méditerranéens. Mais ces dernières années on a pu identifier un indicateur intéressant, la température des eaux du nord-ouest de la mer Méditerranée. Plus celle-ci est chaude, plus le nombre et l'intensité des épisodes méditerranéens seront importants.
Lorsqu'ils affectent principalement les reliefs des Cévennes, on parle plus volontiers d'épisode cévenol. Ce terme était d'ailleurs celui qui était usité par le passé pour le nommer. Cependant, les mécanismes de formations étant similaires sur l'ensemble du littoral méditerranéen, comme en Provence, dans le Roussillon, en Corse, en Catalogne espagnole, en Italie, ou encore en Afrique du Nord, le terme trop localisé fut peu à peu remplacé par « Épisode méditerranéen ». 
Ils sont devenus particulièrement célèbres, à cause des conséquences catastrophiques provoquées par certains épisodes, en France et en Italie. Cependant, la plupart d'entre eux ne provoquent pas de catastrophes, mais régulièrement des crues soudaines localisées souvent spectaculaires. Ils sont cependant nécessaires au réapprovisionnement en eau des sols dans les régions côtières méditerranéennes.

## Régions concernées
Sur le pourtour méditerranéen, les régions les plus touchées sont pratiquement toutes situées autour du bassin occidental durant l'automne, avec l'Italie, le sud de la France, l'est de l'Espagne, et le Maghreb. Au printemps, ce sont plutôt la Turquie et la Grèce qui sont concernées. Cependant la majorité des épisodes méditerranéens se produisent entre le nord-est de l'Espagne et le nord de l'Italie, incluant l'ensemble des départements méditerranéens et rhodaniens français.

### Nord-ouest du bassin méditerranéen

#### France
Les épisodes méditerranéens frappent en particulier le Gard, l'Hérault, l'Ardèche, la Lozère et l'Aude. Le reste du littoral méditerranéen français est moins fréquemment touché que les Cévennes, mais de manière cyclique certaines régions hors Cévennes peuvent être touchées pendant plusieurs années consécutives[réf. nécessaire]. Le record en la matière est la Côte d'Azur qui fut particulièrement touchée par une série d'épisodes meurtriers entre 2010 et 2019. Le Tarn, l'Aveyron, et la Drôme sont aussi plus ou moins régulièrement touchés, par débordement de ces épisodes méditerranéens sur le littoral languedocien. 
Ce tableau basé sur les données fournies par Météo-France, indique le nombre total de jours entre 1958 et 2017, où une lame d'eau supérieure ou égale à 120, 160, 200, et 300 mm de pluie en 24 h a été enregistrée. Les records de pluies 24 h observés le sont aussi sur la période 1958-2017. Cependant ces cumuls sont des cumuls journaliers enregistrés entre 6 h et 6 h, et non pas entre les 24 h les plus pluvieuses de l'épisode. Il arrive donc souvent que ces journées n'enregistrent pas la totalité d'un épisode, à cheval sur deux journées climatologiques.
| Département             | Normale Annuelle 1999-2016 en mm | Nb jour > ou = 120 mm en 24 h | Nb jour > ou = 160 mm en 24 h | Nb jour > ou = 200 mm en 24 h | Nb jour > ou = 300 mm en 24 h | Date et Lieu Cumul record 24 h       | Cumul record 24 h en mm |
| ----------------------- | -------------------------------- | ----------------------------- | ----------------------------- | ----------------------------- | ----------------------------- | ------------------------------------ | ----------------------- |
| Alpes de Haute-Provence | 713.0                            | 31                            | 7                             | 3                             | 0                             | 06/01/1994 à Châteauneuf-Miravail    | 231                     |
| Hautes-Alpes            | 712.7                            | 20                            | 7                             | 1                             | 0                             | 24/11/2016 à Ristolas                | 225                     |
| Alpes-Maritimes         | 761.3                            | 103                           | 38                            | 15                            | 1                             | 31/12/2010 à Caussols                | 332                     |
| Ardèche                 | 955.4                            | 302                           | 147                           | 82                            | 17                            | 18/09/2014 à La Souche               | 403                     |
| Aude                    | 619.0                            | 99                            | 39                            | 17                            | 3                             | 12/11/1999 à Lézignan-Corbières      | 551                     |
| Aveyron                 | 834.7                            | 34                            | 12                            | 6                             | 0                             | 07/11/1982 à Fayet                   | 285                     |
| Bouches-du-Rhône        | 575.7                            | 54                            | 14                            | 6                             | 0                             | 22/09/2003 à Arles                   | 265                     |
| Corse du Sud            | 675.9                            | 93                            | 41                            | 20                            | 1                             | 14/09/2006 à Sari-Solenzara          | 304                     |
| Haute-Corse             | 790.2                            | 176                           | 85                            | 46                            | 6                             | 23/09/1993 à Ersa                    | 406                     |
| Drôme                   | 892.0                            | 66                            | 16                            | 6                             | 0                             | 11/10/1988 à Montboucher-sur-Chabron | 280                     |
| Gard                    | 1 060.0                          | 308                           | 140                           | 70                            | 17                            | 08/09/2002 à Saint-Christol-les-Alès | 543                     |
| Hérault                 | 785.2                            | 291                           | 118                           | 57                            | 13                            | 21/09/1992 à Le Caylar               | 448                     |
| Isère                   | 978.3                            | 32                            | 7                             | 4                             | 1                             | 06/01/1994 à Lalley                  | 300                     |
| Loire                   | 758.1                            | 11                            | 0                             | 0                             | 0                             | 07/09/1969 à Châteauneuf             | 156                     |
| Haute-Loire             | 748.7                            | 17                            | 3                             | 1                             | 0                             | 13/06/2017 au Monastier-sur-Gazeille | 240                     |
| Lozère                  | 980.8                            | 197                           | 93                            | 40                            | 7                             | 01/11/1968 à Luc                     | 437                     |
| Pyrénées-Orientales     | 567.9                            | 131                           | 51                            | 24                            | 5                             | 07/11/1982 à Valcebollère            | 408                     |
| Rhône                   | 823.1                            | 4                             | 1                             | 0                             | 0                             | 07/09/2010 à Mornant                 | 179                     |
| Savoie                  | 1 101.8                          |                               |                               |                               |                               | 24/11/2016 à Bessans                 | 202                     |
| Tarn                    | 674.2                            | 42                            | 11                            | 5                             | 1                             | 12/11/1999 à Rouairoux               | 355                     |
| Var                     | 755.0                            | 113                           | 39                            | 12                            | 1                             | 15/06/2010 à Lorgues                 | 460                     |
| Vaucluse                | 678.2                            | 43                            | 15                            | 6                             | 2                             | 08/09/2002 à Châteauneuf-du-Pape     | 316                     |

Plus on s'éloigne de l'arc méditerranéen, moins les lames d'eau intenses sont fréquentes, y compris sous les orages estivaux. Ce sont les départements cévenols qui se placent encore une fois dans le trio de tête, des lames d'eau les plus intenses à la durée de retour la plus courte, tandis que les départements nord-alpins sont les moins souvent impactés par les fortes pluies, malgré un relief plus accentué :
| Département             | Durée de retour 80 mm en 24 h | Durée de retour 120 mm en 24 h | Durée de retour 160 mm en 24 h | Durée de retour 200 mm en 24 h |
| ----------------------- | ----------------------------- | ------------------------------ | ------------------------------ | ------------------------------ |
| Alpes de Haute-Provence | 2 à 6 mois                    | 2 à 5 ans                      | 5 à 10 ans                     | > 10 ans                       |
| Hautes-Alpes            | 2 à 6 mois                    | 2 à 5 ans                      | 5 à 10 ans                     | > 50 ans                       |
| Alpes-Maritimes         | < 2 mois                      | 6 à 12 mois                    | 1 à 2 ans                      | 2 à 5 ans                      |
| Ardèche                 | < 2 mois                      | 2 à 6 mois                     | 2 à 6 mois                     | 6 à 12 mois                    |
| Aude                    | 2 à 6 mois                    | 6 à 12 mois                    | 1 à 2 ans                      | 2 à 5 ans                      |
| Aveyron                 | 2 à 6 mois                    | 1 à 2 ans                      | 5 à 10 ans                     | 5 à 10 ans                     |
| Bouches-du-Rhône        | 2 à 6 mois                    | 1 à 2 ans                      | 2 à 5 ans                      | 5 à 10 ans                     |
| Corse du Sud            | 2 à 6 mois                    | 6 à 12 mois                    | 1 à 2 ans                      | 2 à 5 ans                      |
| Haute-Corse             | < 2 mois                      | 2 à 6 mois                     | 6 à 12 mois                    | 1 à 2 ans                      |
| Drôme                   | 2 à 6 mois                    | 6 à 12 mois                    | 2 à 5 ans                      | 5 à 10 ans                     |
| Gard                    | < 2 mois                      | 2 à 6 mois                     | 2 à 6 mois                     | 6 à 12 mois                    |
| Hérault                 | < 2 mois                      | 2 à 6 mois                     | 6 à 12 mois                    | 1 à 2 ans                      |
| Isère                   | 2 à 6 mois                    | 1 à 2 ans                      | 5 à 10 ans                     | > 10 ans                       |
| Loire                   | 6 à 12 mois                   | 5 à 10 ans                     | > 100 ans                      | > 100 ans                      |
| Haute-Loire             | 6 à 12 mois                   | 2 à 5 ans                      | > 10 ans                       | > 30 ans                       |
| Lozère                  | < 2 mois                      | 2 à 6 mois                     | 6 à 12 mois                    | 1 à 2 ans                      |
| Pyrénées-Orientales     | 2 à 6 mois                    | 2 à 6 mois                     | 1 à 2 ans                      | 2 à 5 ans                      |
| Rhône                   | < 2 mois                      | > 10 ans                       | > 50 ans                       | > 100 ans                      |
| Savoie                  | 6 à 12 mois                   | 5 à 10 ans                     | > 10 ans                       | > 50 ans                       |
| Tarn                    | 2 à 6 mois                    | 1 à 2 ans                      | 5 à 10 ans                     | > 10 ans                       |
| Var                     | < 2 mois                      | 6 à 12 mois                    | 1 à 2 ans                      | 5 à 10 ans                     |
| Vaucluse                | 2 à 6 mois                    | 1 à 2 ans                      | 2 à 5 ans                      | 5 à 10 ans                     |

#### Italie
Les provinces italiennes les plus touchées sont situées sur la côte Ouest du pays, avec la Ligurie, la Toscane, le Piémont, le Latium, la Campanie, la Basilicate, et la Calabre. La Sardaigne et la Sicile sont moins touchées, mais subissent parfois le passage de cyclone subtropical méditerranéen (aussi nommé medicane).
Tout comme la France, l'Italie a de gros problèmes avec son urbanisation en zone inondable, et subit régulièrement des catastrophes hydrologiques à la suite de ces épisodes méditerranéens, comme celui de novembre 1994 dans le Piémont causant la mort de 70 personnes, ou encore celui de novembre 1966, conduisant à une crue exceptionnelle de l'Arno, qui dévasta le patrimoine historique de Florence. Le Nord-Est du pays subit aussi ces fortes pluies torrentielles, comme lors de la crue historique du Pô en novembre 1951, ou en novembre 2010 du côté de la Vénétie.

#### Espagne
Les régions espagnoles les plus touchées sont la Catalogne et l'Andalousie, ainsi que Murcie et Valence. On se souviendra de l'aiguat de 1940, qui fit plus de 300 morts en Catalogne, avec des cumuls proches des 900 mm de pluies en 24 h côté français. Plus récemment, une dizaine de personnes sont mortes en Andalousie lors de fortes pluies en automne 2013. Au début de décembre 2016, Murcie subissait aussi des crues torrentielles, tuant deux personnes. L'épisode le plus meurtrier de l'histoire espagnole avec l'Aiguat de 1940, fut lors de la Grande inondation de Valence (1957). Avec des cumuls de pluies atteignant 361 mm en 24 h à Bejís le 13 octobre 1957, et 100 mm supplémentaire le 14, le Turia, fleuve qui traverse Valence à son embouchure, produisit une crue exceptionnelle qui dévasta Valence. Plusieurs dizaines de personnes trouvèrent la mort.

### Reste du bassin méditerranéen

#### Maghreb
Le Maghreb est régulièrement concerné par ces épisodes de fortes pluies, quand les flux s'orientent au nord en automne. Les cours d'eau de cette région ont un régime d'Oued, semblable au régime cévenol, mais en plus extrême. Sous le climat semi-désertique, la plupart de ces cours d'eau sont à sec toute l'année, mais lors de la saison humide, en l’occurrence durant l'automne, leurs lits asséchés empêchant toutes pluies de s'infiltrer, engendrent des crues soudaines dévastatrices et meurtrières. Du 9 au 11 novembre 2001 en Algérie, lors des inondations catastrophiques de Bab El Oued, environ 800 personnes sont mortes et des dizaines portées disparues. Cette catastrophe meurtrière sera un choc pour la commune, avec une lourde responsabilité de l'État algérien quant au déficit en prévention du risque inondation.

#### Turquie
La Turquie est aussi régulièrement concernées par des épisodes orageux très pluvieux, en automne, causant régulièrement des inondations torrentielles. Cette période est propice aux remontées d'air chaud et humide de la Méditerranée et de la mer Noire sur les reliefs montagneux côtiers, qui par forçage orographique, engendrent de fortes précipitations en quelques heures. L'imperméabilisation importante des sols due à l'urbanisation incontrôlée, est là aussi en cause dans l'ampleur de ces crues meurtrières. Entre les 8 et 9 septembre 2009, de fortes pluies torrentielles ont frappé Istanbul, causant la mort d'une quarantaine de personnes.

## Déroulement des épisodes méditerranéens

### Conditions de déclenchement
Le tableau ci-dessous présente le nombre total d'épisodes sur la période 1958-2016, où l'on a enregistré au moins 120 mm en 24 h par département. La majorité d'entre eux voient surtout ces importantes pluies entre septembre et janvier, voire jusqu'en mars pour quelques départements cévenols et la Haute-Corse. Le pic se situe souvent entre septembre et novembre selon la région. Seules la Loire et l'Isère voient plus d'épisodes de fortes pluies durant la période estivale (mai à août) que pendant la période des épisodes méditerranéens (septembre à janvier), qui s'explique par l'importance des séquences orageuses estivales, plus fréquentes que les épisodes méditerranéens.
| Département             | Septembre | Octobre | Novembre | Décembre | Janvier | Février | Mars | Avril | Mai | Juin | Juillet | Août |
| ----------------------- | --------- | ------- | -------- | -------- | ------- | ------- | ---- | ----- | --- | ---- | ------- | ---- |
| Alpes de Haute-Provence | 5         | 3       | 8        | 4        | 1       | 0       | 1    | 2     | 2   | 1    | 2       | 2    |
| Hautes-Alpes            | 3         | 2       | 12       | 0        | 1       | 0       | 0    | 1     | 1   | 0    | 0       | 0    |
| Alpes-Maritimes         | 24        | 26      | 22       | 10       | 9       | 2       | 2    | 1     | 1   | 3    | 0       | 3    |
| Ardèche                 | 52        | 76      | 54       | 31       | 25      | 13      | 9    | 14    | 10  | 3    | 4       | 11   |
| Aude                    | 12        | 27      | 18       | 8        | 8       | 8       | 5    | 4     | 3   | 4    | 0       | 2    |
| Aveyron                 | 9         | 10      | 8        | 0        | 3       | 0       | 0    | 0     | 2   | 1    | 1       | 0    |
| Bouches-du-Rhône        | 18        | 15      | 3        | 5        | 3       | 0       | 0    | 0     | 2   | 1    | 2       | 5    |
| Corse-du-Sud            | 10        | 17      | 16       | 18       | 5       | 10      | 6    | 3     | 4   | 3    | 0       | 1    |
| Haute-Corse             | 13        | 38      | 34       | 30       | 10      | 16      | 17   | 9     | 3   | 4    | 0       | 2    |
| Drôme                   | 24        | 13      | 7        | 4        | 1       | 0       | 0    | 1     | 2   | 1    | 6       | 7    |
| Gard                    | 59        | 84      | 51       | 26       | 19      | 12      | 10   | 6     | 11  | 5    | 5       | 20   |
| Hérault                 | 56        | 73      | 42       | 27       | 22      | 15      | 16   | 9     | 10  | 8    | 2       | 11   |
| Isère                   | 6         | 1       | 4        | 2        | 1       | 2       | 0    | 1     | 5   | 1    | 7       | 2    |
| Loire                   | 3         | 0       | 1        | 1        | 0       | 1       | 0    | 0     | 2   | 1    | 1       | 1    |
| Haute-Loire             | 6         | 1       | 6        | 1        | 0       | 0       | 0    | 0     | 2   | 0    | 1       | 0    |
| Lozère                  | 34        | 52      | 36       | 16       | 18      | 6       | 7    | 7     | 9   | 5    | 3       | 4    |
| Pyrénées-Orientales     | 14        | 30      | 28       | 20       | 8       | 9       | 5    | 5     | 4   | 2    | 1       | 5    |
| Rhône                   | 1         | 0       | 1        | 1        | 0       | 0       | 0    | 0     | 0   | 1    | 0       | 0    |
| Tarn                    | 4         | 11      | 7        | 5        | 4       | 1       | 5    | 0     | 0   | 2    | 1       | 2    |
| Var                     | 19        | 24      | 21       | 11       | 9       | 5       | 4    | 6     | 2   | 1    | 1       | 10   |
| Vaucluse                | 9         | 11      | 5        | 3        | 1       | 1       | 0    | 1     | 2   | 0    | 3       | 7    |

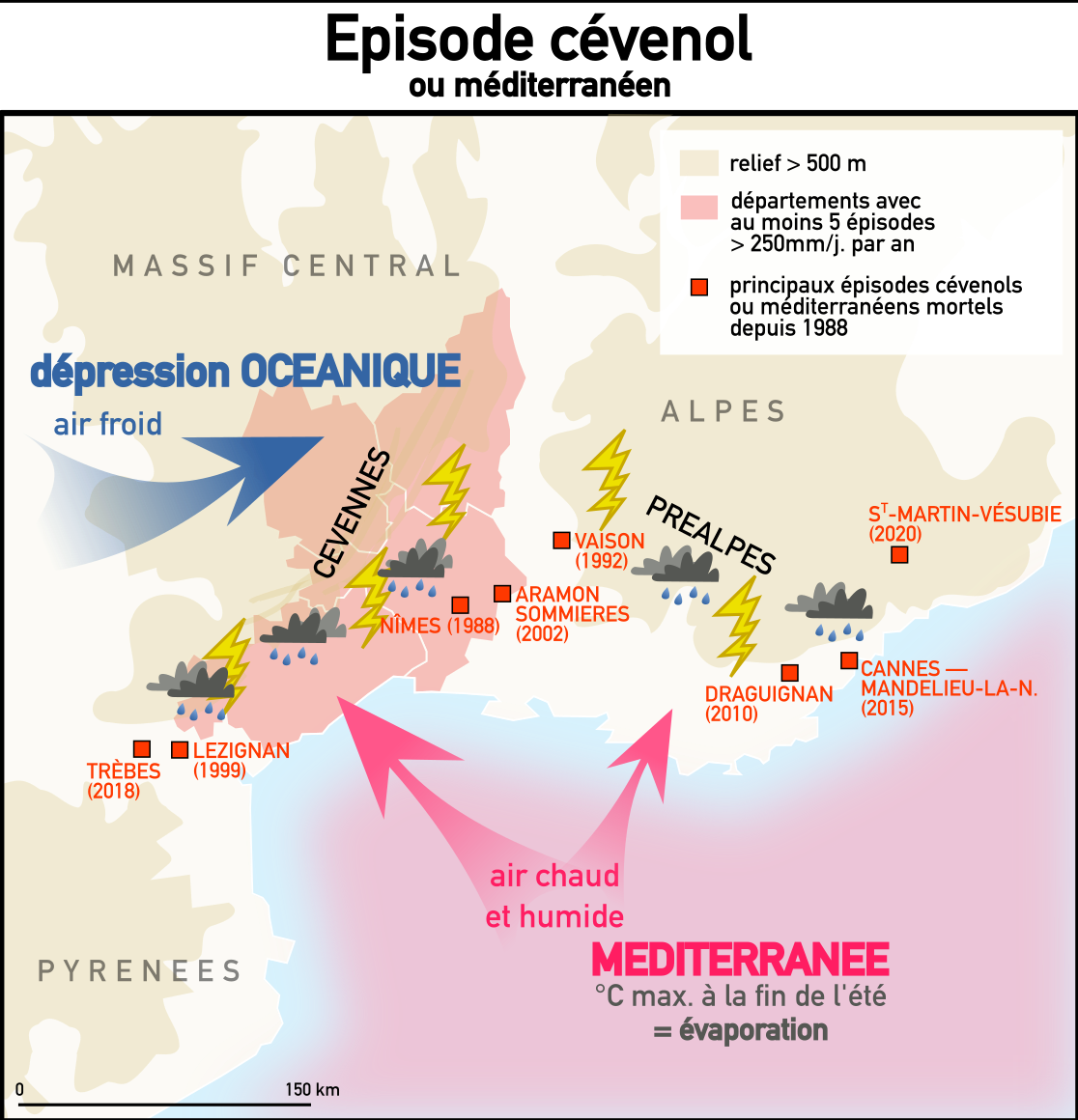
Carte schématique expliquant le phénomène d'épisode cévenol et méditerranéen.

C'est souvent en automne que ces phénomènes se déclenchent du fait de la configuration climatique, avec la température des eaux de surface de la Méditerranée au plus haut, les premières descentes des masses d'air venant des pôles, le maintien de masses d'air tropicales en Méditerranée, et l'arrivée des premières tempêtes hivernales de l'Atlantique. La combinaison de tous ces facteurs fait de cette saison la plus instable sur le littoral méditerranéen, où les configurations atmosphériques sont les plus actives et peuvent dégénérer très rapidement. Cependant pour qu'un épisode méditerranéen se déclenche, il faut l'arrivée d'une goutte froide sur la péninsule Ibérique. La goutte froide étant l'isolement d'une dépression des flux d'Ouest en Est, mesurant quelques centaines de km de diamètre, venant circuler plus au sud que le vortex polaire. Quand celle-ci se produit en automne ou printemps, voire en hiver, venant circuler entre le golfe de Gascogne et le nord du Bassin Occidental méditerranéen, elle fait basculer le flux d'air en direction du sud de la France, propulsant une masse d'air tropicale au-dessus de la région.
Cette masse d'air traversant la Méditerranée, se charge en humidité et vient se bloquer sur les principaux massifs montagneux du sud de la France (Pyrénées, Montagne Noire, Cévennes, massif Corse, contreforts alpins). Simultanément, un forçage d'altitude vient soulever la masse d'air tropicale, aggravant la déstabilisation de la masse d'air et provoquant des orages. Les reliefs, paralysant le déplacement des orages et les flux orientés au Sud, engendrent une régénération permanente des orages en humidité, sur une même zone donnée. Ces orages multicellulaires rétrogrades, se régénérant en permanence tant que les flux à leurs origines persistent, sont de très gros producteur de fortes précipitations en un laps de temps très court. Leur immobilité apparente est en réalité fausse, puisque les orages se forment l'un après l'autre, se succédant pendant plusieurs heures au même endroit.

### Phénomènes observés et conséquences

#### Fortes pluies et ruissellement
En général, les fortes pluies perdurent au même endroit en moyenne 24 à 36 h, mais peuvent parfois dépasser les 72 h. Si les cumuls de pluies sur l'ensemble de l'épisode peuvent être spectaculaires, c'est surtout les intensités horaires les plus fortes qui causent les crues les plus violentes. Le 3 octobre 2015 à Cannes, on enregistre seulement 200 mm en 24 h, ce qui en fait un épisode méditerranéen classique. Mais la quasi-totalité du cumul s'est fait en 2 h, et de telles intensités horaires sont exceptionnelles. 
Plus la surface qui reçoit 100 mm, 200 mm, voire plus, est importante, plus la masse d'eau recueillie est colossale. 1 mm de pluie représente 1 L d'eau par m², soit 0,001 m3 par m². Donc si un bassin versant de 1 000 km2 reçoit sur la totalité d'un épisode, 100 mm sur 70 % de sa surface, et 200 sur 30 %, il est tombé sur ce bassin pas moins de 100 millions de m3 d'eau. Voici trois exemples marquants d'une telle masse d'eau écoulée entre 2002 et 2010 :
- Les 8 et 9 septembre 2002, il est tombé au moins 200 mm de pluie sur une surface de 5 301 km2 dans le Gard (d'une surface totale de 5 853 km2), ce qui donne une masse d'eau écoulée de 1,9 milliard de m3[11] ;
- Du 1er au 4 décembre 2003, avec 100 mm de pluie sur une surface de 28 126 km2 en vallée du Rhône (d’une surface totale de 95 500 km2), il est tombé pas moins de 4.9 milliards de m3 d'eau[12] ;
- Le 15 juin 2010, sur une surface de 1 621 km2 dans le Var (d'une surface totale de 5 973 km2), on enregistre au moins 200 mm de pluie, ce qui donne un total de 425 millions de m3[13].

Une telle masse d'eau en si peu de temps (les épisodes s'étalant souvent entre 12 et 36h), engendre forcément des conséquences hydrologiques très importantes, voire catastrophiques. Pour se faire une idée de ces lames d'eau écoulées, il faut le comparer au lac de retenue du plus grand barrage d'Europe, le barrage de Serre-Ponçon (Hautes-Alpes), qui peut contenir au maximum 1.3 milliard de m3 d'eau. À ces quantité de pluies faramineuses, il faut également comptabiliser la saturation en eau des sols, qui, si elle est très importante, ne peut plus absorber la moindre goutte d'eau et a contrario, si cette saturation est très faible, les sols très secs ne laissent pas pénétrer l'eau, la faisant ruisseler de manière importante dans les deux cas. Cependant, si dans un cas les cours d'eau arrivent à absorber la très forte masse d'eau du fait de leurs étiages importants (comme en novembre 2011 dans les Cévennes), dans l'autre cas, les cours d'eau sont déjà au plus haut, et ne peuvent plus supporter le moindre apport supplémentaire, engendrant des crues massives (comme en décembre 2003 avec le Rhône).
Ces épisodes de fortes pluies sont particulièrement problématiques, puisque leur intensité pluvieuse est telle qu'aucun terrain, ni réseau pluvial ne peut absorber ces lames d'eau, provoquant d'importantes crues torrentielles, aggravées par l'imperméabilisation des sols. Les régions urbaines en flancs de collines sont particulièrement assujetties à ce problème, avec des exemples spectaculaires, comme la catastrophe de Nîmes le 3 octobre 1988, l'épisode de septembre 2000 à Marseille, ou encore la catastrophe de Cannes le 3 octobre 2015. En zone de plaines aussi, ces fortes pluies posent également problème, par accumulation ou stagnation des précipitations sur des sols saturés en eau naturellement, comme ceux d'un delta ou d'une plaine fluviale marécageuse. Arles, située dans la plaine marécageuse du Rhône, vit le 22 septembre 2003 son réseau routier et pluvial être saturé par les pluies torrentielles, qui ont battu un record ce jour-là, avec pas moins de 265 mm de pluies enregistrées en seulement 24h, dont la majorité en moins de 10h. De nombreux automobilistes se sont retrouvés pris par surprise sur les routes, et des dizaines de voitures ont été abandonnées sur le réseau routier noyé. Un épisode moins intense frappera Arles en novembre 2011, provoquant là-aussi une paralysie d'une partie du réseau routier, conduisant à l'évacuation par embarcation de soixante-dix automobilistes. 
En 2009, Keraunos a mis au point une échelle permettant de mesurer l'intensité des lames d'eau convectives en France, l'échelle R.

#### Activités électriques
L'activité électrique est particulièrement soutenue sous les orages en V. La journée du 8 septembre 2002 fut la plus foudroyée dans le Gard en l'espace de 20 ans, à la suite du blocage d'un orage en V sur le sud des Cévennes, devant la journée du 7 septembre 2010, là aussi lors d'un intense épisode méditerranéen. L'activité électrique particulièrement intense était observable à plus d'une centaine de kilomètres de distance, avec des témoignages de celles-ci enregistrés à Béziers (Hérault), Mende (Lozère), Carpentras (Vaucluse), et même Salon-de-Provence (Bouches-du-Rhône) où les témoignages parlent de lueurs à l'horizon sans se douter de leurs natures réelles. Ce 8 septembre 2002, on enregistrera aussi un impact de foudre sur la tour de contrôle de l'aéroport Marseille-Marignane, paralysant le trafic aérien pendant plus d'une heure. On comptabilisera aussi trois personnes foudroyées dans le Vaucluse.
Cette activité électrique intense s'explique par le nombre de cellules orageuses qui se succèdent durant toute la durée du système convectif de méso-échelle. La polarité des impacts de foudre évolue tout le long de sa vie, comme l'a démontré Goodman en 1986. Il a déterminé un modèle conceptuel qu'on observe assez généralement, même si sur le terrain, lorsque plusieurs MCS interagissent entre eux, l'activité électrique va se comporter différemment. Les MCS ont trois phases électriques durant leur cycle de vie :
- la phase de formation : chaque cellule du MCS a sa propre signature électrique, de type monocellulaire. Quand les cellules commences à s'organiser, on note une forte hausse du nombre d'impacts négatifs, avec un très faible nombre d'impacts positifs, tous situés dans la zone des forts courants ascendant.
- la phase de maturité : le nombre d'impacts négatifs diminue, puisque les cellules sont organisées. On observe une hausse du nombre d'impacts positifs dans la traine stratiforme du MCS, plus celle-ci gagne en taille. Quelques impacts négatifs font aussi leur apparition dans cette zone.
- la phase de dissipation : durant cette phase, il n'y a plus de renouvellement des cellules orageuses, et le nombre d'impacts positifs devient supérieur à celui des impacts négatifs. Le taux de décroissance du nombre d'impacts négatifs reste plus faible que celui de croissance observé durant la période de formation.

Il faut rappeler que les impacts positifs sont beaucoup plus puissants et destructeurs que les impacts négatifs, par leur polarité plus dommageable pour les réseaux électriques.
L'activité électrique observée en temps réel permet aussi de mieux localiser les MCS, et donc de repérer les zones les plus fortement précipitantes, qui sont toujours à l'arrière immédiat de la zone la plus foudroyée. Cette très forte activité électrique, typique des organisations orageuses multicellulaires, permet aussi de suivre la chronologie de l'épisode, et de pouvoir prévoir comment celui-ci va évoluer.

#### Phénomènes venteux
Les tempêtes méditerranéennes engendrent d'importants dommages sur le littoral, comme en novembre 2011 sur le littoral varois, ou en novembre 2008 sur la Corse. Ces vents tempétueux sont accompagnés d'une forte houle, qui cause de gros dommages aux infrastructures côtières, par effets mécaniques des vagues. De plus, une surcote marine est souvent observée, venant s'ajouter à la houle, gênant l'écoulement des fleuves en crue à leurs embouchures, aggravant les effets des inondations en plaines littorales. En décembre 2013, lors du passage de la tempête Dirk, un important épisode méditerranéen a frappé la Côte d’Azur accompagné d'une surcote marine, noyant en partie l'aéroport de Nice-Côte d’Azur, perturbant fortement le trafic aérien dans la région en pleine période de Noël. En novembre 1999, les vents violents et la houle ont fait rompre de leurs amarres trois cargos dans l'Aude, qui sont venus s'échouer sur les plages de Port-la-Nouvelle.
L'instabilité régnant au cœur des épisodes méditerranéens n'engendre pas que des orages stationnaires, mais aussi des organisations orageuses très mobiles, qui ont parfois tendance à provoquer des phénomènes venteux convectifs. Lors de l'épisode de novembre 2016, des rafales descendantes accompagnant une tornade ont été enregistrées dans le Tarn et l'Hérault. Cependant, ce sont les phénomènes les moins fréquemment observés lors d'un épisode méditerranéen. Les rafales convectives étant beaucoup plus fréquentes lors des vagues orageuses estivales, comme durant l'été 2014, où un derecho fut observé dans le Languedoc-Roussillon.

##### Tornades
Les épisodes méditerranéens engendrent régulièrement des tornades sur le littoral, voire l'arrière-pays côtier. Le dernier exemple de tornades majeures dans le Sud-Est, lié à un épisode méditerranéen est la tornade EF2 qui a durement frappé Pont-de-Crau, à Arles en Octobre 2019, endommageant plus de 190 bâtiments, dont une dizaine rendue inhabitable, et blessant 6 personnes, dont une tombe provisoirement dans le coma. 
Le cas le plus intense lié au passage d'un épisode méditerranéen fut celui du 22 octobre 1844 à Sète, dans l'Hérault, avec une tornade d'intensité EF4, qui fit 20 morts. C'est l'une des trois tornades les plus meurtrières à s'être produite en France depuis le XIXe siècle.
Tous les cas présentés sont disponibles en détail sur le site de l'Observatoire français des orages violents et des tornades, Keraunos.

#### Autres phénomènes

##### Grêle
Les orages mobiles qui accompagnent les épisodes méditerranéens sont parfois des producteurs de grêle. On en observe moins fréquemment que les tornades, mais ces averses de grêle peuvent s'avérer tout aussi redoutables. Parmi les cas les plus remarquables on remarquera celui du 26 juin 1994, où des grêlons de la taille de pigeon sont observés, après qu'un orage en V localisé se bloque pendant 2 h sur la vallée du Loup dans les Alpes-Maritimes. Le 19 septembre 2014, c'est un orage supercellulaire en forme de V, qui produit des grêlons de 3  à   5 cm de diamètre sur le Sud du Var.

##### Intempéries neigeuses
En hiver, sous certaines conditions particulières, un épisode méditerranéen peut engendrer de fortes intempéries neigeuses, paralysant en quelques heures ces régions peu habituées. En mars 2010 sur l'Ouest de la Camargue et le Gard on relève 10 cm à Sainte-Marie-de-la-Mer, 20 cm sur Arles et Avignon, 30 cm sur Nîmes et ses environs, et 40 cm sur les Alpilles. Mais l'épisode le plus remarquable dans le domaine fut celui du 30 et 31 janvier 1986, frappant tout le sud de la France. On enregistra des cumuls de pluies 36 h de 100  à   150 mm, tandis que les cumuls neigeux dépassent les 25 cm sur une grande partie de l'Aude, des Pyrénées-Orientales, et de la Lozère, ainsi que 200 cm sur les reliefs montagneux. Sur la Côte d’Azur et la Provence, c'est une véritable tempête qui se lève, avec des rafales de vents atteignant les 150 km/h sur les côtes par endroits et les 130 km/h dans les terres. La surcote marine cause d'importants dégâts sur le littoral provençal. On se souviendra aussi de l'épisode marquant de janvier 2009 sur la métropole marseillaise, où des cumuls de 40 cm autour de l’Étang de Berre et sur la Côte Bleue, ainsi que de 15  à   20 cm dans le centre-ville de Marseille, paralysèrent en l'espace d'une heure, toute la métropole et l'aéroport de Marseille-Provence.

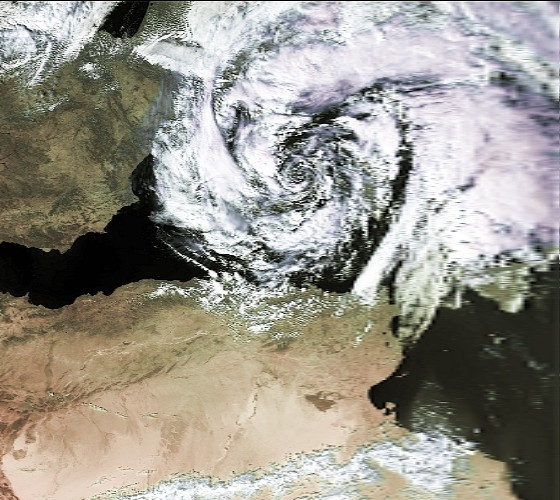
Tempête du 7 octobre 1996 dans l'ouest de la Méditerranée

##### Cyclone subtropical méditerranéen
Il arrive parfois, lors d'un épisode méditerranéen, qu'un cyclone subtropical méditerranéen, connu aussi sous le nom de Medicane, se forme. Cependant, il est très rare que la situation atmosphérique déclenchant un épisode méditerranéen, déclenche aussi un tel phénomène. Lors de l'épisode mémorable de début novembre 2011, un cyclone subtropical fut observé en fin d'épisode sur le littoral varois, qui fut nommé Rolf, et engendra des rafales de vents à plus de 150 km/h. Ce phénomène cumulé à l'épisode méditerranéen, provoqua une crue majeure de l'Argens, pour la seconde fois en l'espace de deux ans.
Le cyclone de 1947 sur ce même littoral et le cyclone Tino Rossi de 1983 en Corse, font aussi partie de la même catégorie.

## Historique de la prévision

### 1854-1920: début de la météorologie moderne

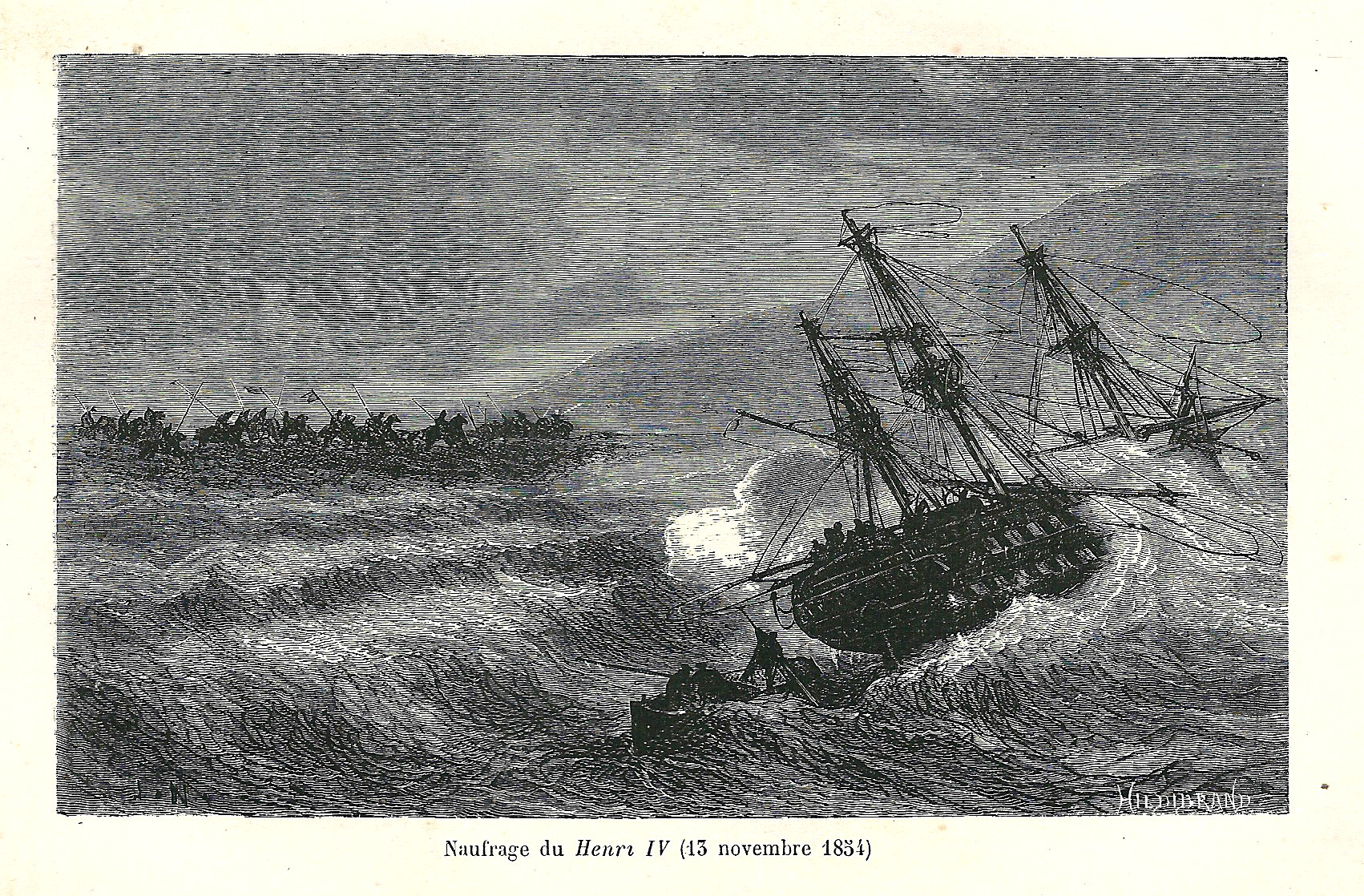
Naufrage du navire de ligne français Henri IV le 13 novembre 1854.

En France, la météorologie moderne fait son apparition après un évènement catastrophique pour la Marine française. Le 14 novembre 1854, alors qu'une opération militaire conjointe entre la France et la Grande-Bretagne fait route vers la Crimée, une violente tempête s'abat sur la flotte en mer Noire, alors que celle-ci stationne dans la baie de Kamiesch. Cette tempête qui frappe par surprise, coule 38 navires français, britanniques, et turcs, causant la mort de plusieurs centaines de soldats et marins. Cet évènement majeur permit à Urbain Le Verrier de prouver l'utilité de posséder un réseau d'observatoires météo. Dès 1854, sous l'impulsion de Napoléon III, le premier réseau d'observatoires météo français voit le jour. Ce réseau regroupe 24 stations dont 13 reliées par télégraphe, puis s'étendra à 59 observatoires répartis sur l'ensemble de l'Europe en 1865 : dès 1863, la première prévision météorologique (prévision à 24 heures grâce à des cartes et bulletins météorologiques quotidiens) destinée au port de Hambourg est réalisée.

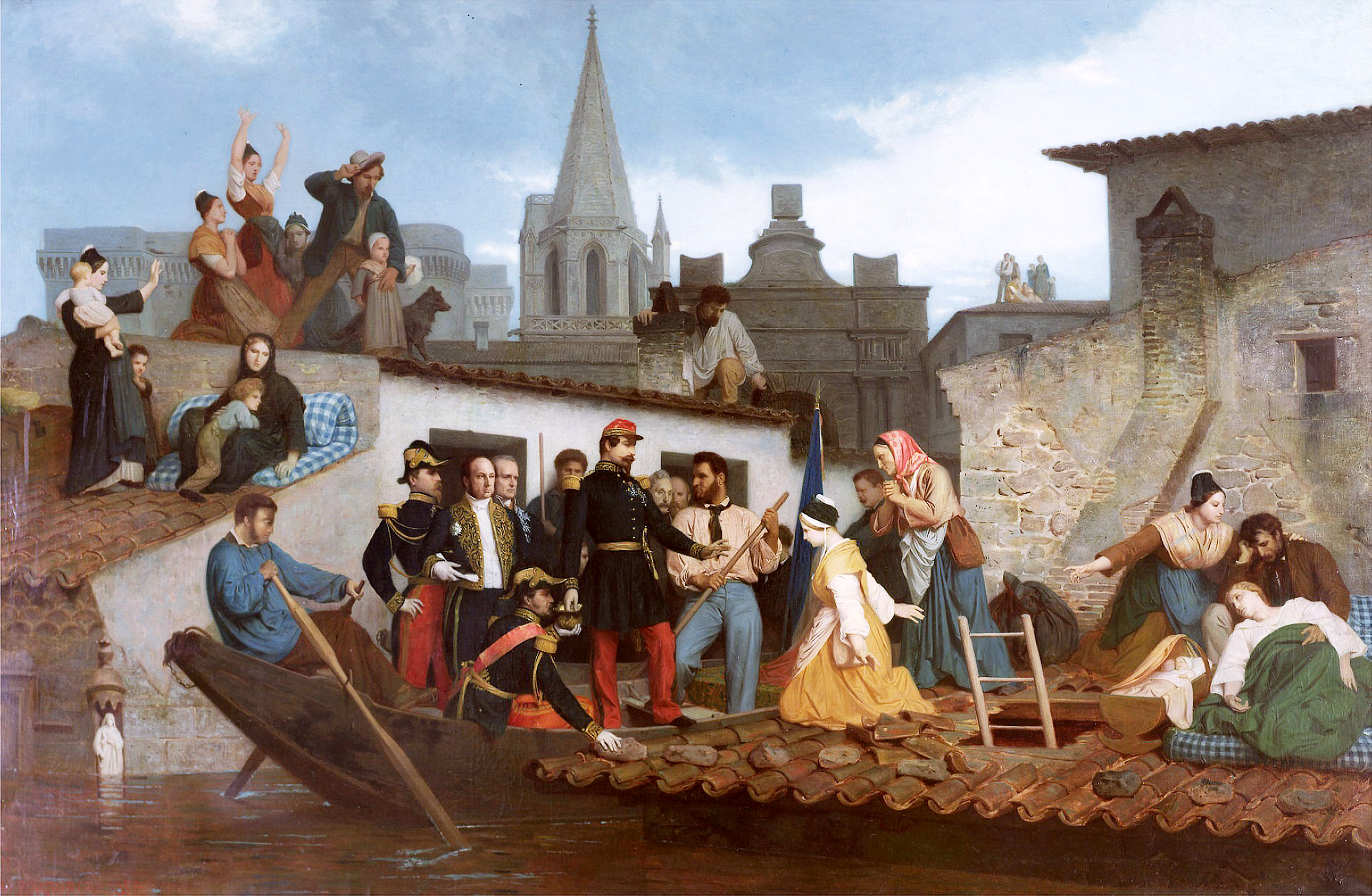
Napoléon III visitant les victimes (de Tarascon) en juin 1856, par William-Adolphe Bouguereau

Deux ans plus tard, en mai 1856, un nouvel évènement catastrophique a lieu en vallée du Rhône cette fois-ci, avec la pire crue du fleuve en l'espace d'un siècle. Après la crue catastrophique de novembre 1840, c'est la seconde fois en vingt ans que toute la vallée rhodanienne est dévastée de Lyon jusqu'à la mer. En mai 1856, les ravages frappent aussi toute la vallée de la Saône et de la Loire, qui connaissent également des crues exceptionnelles. Une centaine de personnes perdent la vie, et les ravages causés aux principales villes de la région (Lyon, Valence, Avignon, Arles...) provoquent la réaction des pouvoirs publics qui font endiguer le fleuve afin de fixer définitivement son cours. Cet évènement conduit Maurice Champion, historien français qui s'intéresse aux inondations, à faire le bilan de ces catastrophes. Entre 1858 et 1864, il publie les six volumes de son œuvre monumentale, qui décrit les inondations ayant frappé le pays entre le VIe et le XIXe siècle. Cette œuvre qui lui vaut la Légion d'honneur en 1865, décrit les crues les plus importantes de chaque cours d'eau du pays, sur pratiquement 1 300 ans.

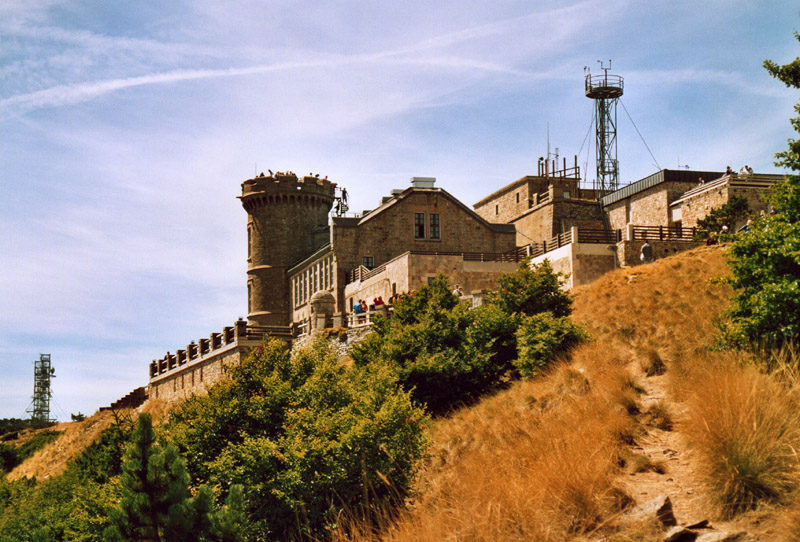
Observatoire météorologique du mont Aigoual.

Le Bureau central de la Météorologie est créé le 14 mai 1878 par décret, pour fournir un nouveau service de météorologie pour l'ensemble du pays, et assurer la collecte des données observées dans l'ensemble des stations nationales. Les premières cartes de synthèse font leur apparition, et permettent de faire les premières prévisions du temps à l'échelle européenne. Par la suite des crues torrentielles et de la déforestation massive qui touchent les Cévennes, le projet d'un observatoire météo couvrant une forêt domaniale, est mis en chantier sur le mont Aigoual en 1887. Sa construction est un défi en raison des conditions qui règnent sur ce sommet, et il faudra sept ans pour terminer les travaux qui ruineront leur entrepreneur. Le 18 août 1894 la station sommitale est inaugurée. Elle jouera un rôle majeur dans l'étude des épisodes de fortes pluies observés dans les Cévennes. En 2017, la station météo est toujours en service, permettant de tester les nouveaux instruments de mesure, dans des conditions extrêmes, ainsi que de faire des prévisions fines sur l'ensemble du massif.
À la toute fin du XIXe, le mont Aigoual enregistre son épisode de pluie le plus remarquable de son histoire... En septembre 1900, 950 mm de pluie en 24 h sont enregistrés au pied du massif, à Valleraugue. La crue est titanesque et dévaste ce village, causant une trentaine de morts. Cette inondation meurtrière qui fait suite à une série de crues catastrophiques dans les Cévennes, ouvre le bal d'une décennie charnière dans l'étude des catastrophes naturelles en France. Deux ans plus tard, la montagne Pelée explose causant la mort de 30 000 personnes en Martinique ; en 1907 on enregistre un automne meurtrier dans les Cévennes ; en 1909, Lambesc et le secteur d'Aix-en-Provence subissent le plus puissant et meurtrier séisme du XXe en France ; enfin en 1910, Paris et son agglomération sont inondées par une crue centennale de la Seine, ainsi que Besançon par la crue du Doubs. Cette décennie de catastrophes meurtrières et dévastatrices augmentera l'intérêt de nombreux scientifiques et ingénieurs français dans la compréhension et la prévision de celles-ci.

### 1921-1959: premières études et compréhensions du phénomène
En mars 1921, le Bureau central de la Météorologie devient l'Office national météorologique, qui publie son tout premier bulletin météo radio, émis de la Tour Eiffel le 15 juillet 1922. À partir de ce jour, trois bulletins quotidiens sont émis à destination de la population et des armées. C'est une révolution pour le pays. 
Trois ans plus tard, Maurice Pardé, futur très grand spécialiste des crues en milieu méditerranéen et montagneux, sort de l'Université de Grenoble avec un doctorat diffusé dans la Revue de géographie alpine, grâce à sa thèse sur le régime hydrologique du plus puissant et turbulent fleuve de France, le Rhône. Passionné par l'étude des crues, il tente sans succès de fonder un Organisme d'hydrologie fluviale. En 1930, Maurice Pardé est recruté comme auxiliaire à l’ENSH de Grenoble, puis deux ans plus tard nommé Maître de Conférences à la Faculté des Lettres de Grenoble, et enfin professeur titulaire de géographie physique, trois ans plus tard. Il étudie en détail les précédentes crues ayant frappé le sud de la France, comme la crue historique de l'Ardèche en 1890, l'épisode paroxystique de septembre 1900 à Valleraugue, ainsi que les crues torrentielles régulièrement observées sur les reliefs montagneux des Alpes et Pyrénées. Ces études permettent d'en apprendre davantage sur les mécanismes de crues et leurs conséquences, lui donnant une renommée internationale dans le domaine de la potamologie. Si l'étude des crues apporte beaucoup de connaissances, la compréhension des phénomènes atmosphériques à leur origine reste quasi nulle. Ce phénomène très méconnu, malgré quelques pistes déjà connues parmi les « anciens », connaît sa première étude dynamique majeure en pleine Seconde Guerre mondiale.
L'Aiguat de 1940 frappant le Roussillon entre le 16 et 21 octobre 1940, fait des ravages exceptionnels en particulier dans les Pyrénées-Orientales et la Catalogne espagnole, et provoque la mort de 350 personnes. Les cumuls de pluies enregistrés sont extraordinaires, avec un cumul officieux de 1 000 mm en 24 h mesuré par Guillaume Julia, à Saint-Laurent-de-Cerdans. Maurice Pardé, malgré la désorganisation des services météorologiques (la France étant occupée), parvient à étudier en détail cet épisode de pluies exceptionnelles. Son étude est publiée dans le numéro du premier semestre 1941 de "la Météorologie". Cependant, à cause de la censure allemande, il n'avait pu être complété par l'étude dynamique de l'atmosphère lors de l'épisode, réalisée par R. Tasseel et A. Viaut, qu'ils avaient remise à la Société Météorologique de France en 1942. De fait, la somme de ces travaux ne parut qu'en 1944. Fut confirmé ce qu'avaient observé par le passé les « anciens » de la région, c'est-à-dire la présence d'une masse d'air modérément instable, et d'une advection d'air froid et sec en altitude. L'étude permit de découvrir des indicateurs importants dans la survenue de ces épisodes pluvio-orageux. Sa description du phénomène dénote tout le caractère surprenant de ces épisodes de pluies, par rapport à l'idée qu'on se fait du climat méditerranéen : 
« Le climat méditerranéen si plaisant par sa chaleur ou sa tiédeur, la pureté prédominante de son azur et l’absence ou la rareté des brouillards ou des pluies fines durables, comporte cependant de véritables fléaux. 
Le plus néfaste est la possibilité de pluies accablantes accompagnées de flamboiements électriques et parfois de grains tempétueux, pluies qui d’ailleurs combinent souvent les inconvénients des averses à grande extension et ceux des orages bien plus localisés des pays à climat océanique. Elles peuvent déverser en un jour des trombes d’eau égales aux lames d’eau annuelles moyennes, en beaucoup de contrées déjà honorablement arrosées. 
Elles se concentrent en paroxysmes uniques ou répétés de brève durée, d’une fureur inimaginable, affirment les témoins, pour ceux qui n’y ont point assisté. »
À la suite de l'étude détaillée de Maurice Pardé, de nombreux autres scientifiques du pourtour méditerranéen, commencent à étudier de manières plus systématiques ces épisodes de fortes pluies, et établissent un ensemble d'éléments clés dans leurs formations dans les années 1950, qui seront consacrés durant le colloque de Rome en 1958 :
- le relief méditerranéen, très importants à proximité des côtes, perturbe et dévie les flux d'air. La majorité des dépressions frappant cette mer, s'étant formées sur ses eaux ;
- la position géographique de cette mer en zone subtropicale, assurant un apport constant en humidité tout le long de l'année, avec un pic en automne ;
- la présence du Sahara à proximité, positionnant une importante masse d'air tropical et sèche au sud du bassin, ayant un très fort pouvoir évaporant quand elle passe au-dessus de la Méditerranée ;
- la présence d'une Goutte froide, perturbation isolé du flux polaire venant circuler à basse latitude, propulsant la masse d'air tropical vers le nord du bassin ;
- la découverte essentielle des mécanismes de méso-échelle, au cœur du processus de formation des épisodes méditerranéens, et encore très méconnus à cette époque.

En 1958, le Colloque de Rome sur la météorologie du bassin méditerranéen, accueillant des scientifiques de toutes nationalités, fait le point complet sur les connaissances et définit les nouvelles orientations en matière de recherche. L'Italie marquée par la crue historique du Pô en 1951, et la France par l'Aiguat de 1940 et le cyclone de 1947 sur la côte d’Azur, font des épisodes méditerranéens leurs priorités. Dans son discours d'ouverture, Giuseppe Caron résume ainsi la situation de la prévision en Méditerranée : 
« La Méditerranée, entourée par trois continents aux conditions climatiques profondément différentes constitue, du point de vue météorologique, une des régions les plus difficiles du monde. »

### 1960-1979: la révolution technologique et numérique

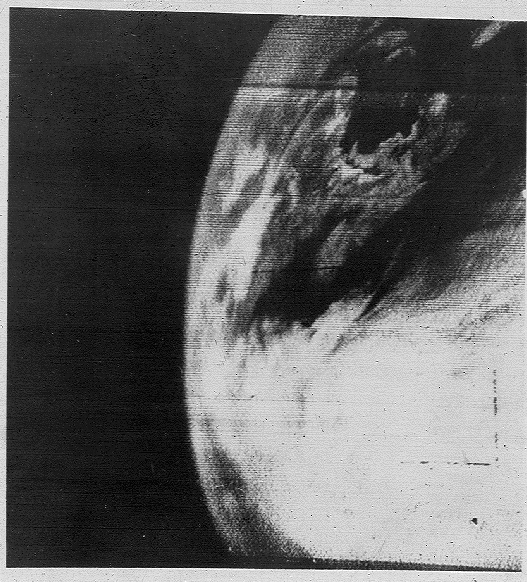
Première image télé de la Terre depuis l'espace, prise par TIROS-1

Durant cette période, la météo connaît une révolution névralgique, si ce n'est sa révolution la plus importante de l'histoire, avec l'arrivée des satellites, des ordinateurs, et des radars météorologiques. Le 1er avril 1960, les Américains lancent avec succès leur second satellite météo, TIROS-1. Il précédera un programme spatial important de la part de la NASA et de la NOAA, le programme Nimbus qui aura pour mission de lancer un ensemble de satellites de tous types afin d'observer l'atmosphère terrestre sous toutes les coutures. Cette même année, la France s'équipe de son tout premier ordinateur, le KL 901 qui permettra de réaliser les premières études sur la modélisation informatique de l'état de l'atmosphère. En 1963, au Centre de météorologie Spatial nouvellement créé de Lannion, on reçoit la toute première image satellite de TIROS-8. Ce sera une véritable révolution permettant d'étudier en détail comme jamais auparavant l'atmosphère et les phénomènes qui s'y déroulent. Parmi les plus grandes avancées, on notera l'observation systématique des phénomènes cycloniques en Atlantique-Nord, chose encore impossible il y a moins de dix ans en arrière.

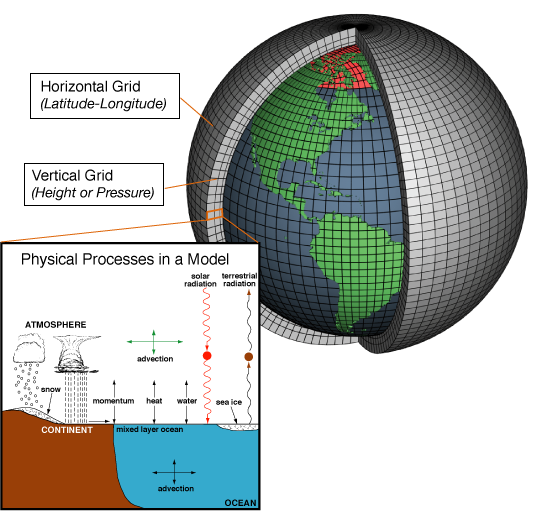
Les modèles de prévision numérique du temps utilisent les lois de la dynamique des fluides et de la chimie de l'atmosphère pour assimiler les données météorologiques disponibles sur une grille de calcul et projeter leur évolution dans le temps

Cependant en France, les premiers modèles informatiques ne prennent pas encore en compte le pourtour méditerranéen, qui reste une enclave dans le processus de globalisation des prévisions mondiales. Et pour cause, durant cette période, les modèles informatiques et les premiers satellites lancés, ne permettent pas encore une étude précise de la méso-échelle. Or, les phénomènes qui s'y produisent, sont essentiels dans la compréhension des organisations orageuses sévères, beaucoup plus localisées que les cyclones tropicaux et les tempêtes, étant eux d'une échelle synoptique. Mais pendant les années 1970, les progrès incessants de l'informatique, permettent de créer des modèles toujours plus précis, afin de désenclaver la Méditerranée. Et ce n'est pas la seule région du monde où ce besoin est vital, car les grandes plaines nord-américaines, régulièrement dévastée par des organisations orageuses sévères, demandent elles aussi un affinement des prévisions.
Le 3 avril 1974, le Super Outbreak qui ravage 13 États américains, met en lumière le plus grand spécialiste mondial des phénomènes orageux sévères et de la méso-échelle, Tetsuya Théodore Fujita. Lors de cet épisode qu'il étudiera en détail, en développant une toute nouvelle méthode d'étude des tornades, toujours utilisée de nos jours, il mettra fin à tout une série d'intox que la population portait sur celles-ci. Il découvrira les tornades à multi-vortex, et les rafales descendantes mais sans pouvoir prouver cette dernière, avant 1978. Ainsi toutes les études qu'il mène au cours de ces années, va permettre d'améliorer sensiblement la connaissance dans la méso-échelle.
Au cours de la fin des années 1970, l'amélioration des modèles informatiques permet d'étudier beaucoup plus en détail les organisations orageuses. En 1976 aux USA, Browning identifie les orages supercellulaires, reconnus pour être des producteurs de phénomènes orageux particulièrement violents. En 1977, l'Europe et en particulier la France, lancent à leurs tours leurs propres programmes de satellites météo Météosat, afin d'accéder à des prévisions spécifiques sur le vieux continent. C'est à cette époque charnière que les météorologues en apprennent davantage sur l'environnement synoptique favorable aux épisodes méditerranéens. Et ce grâce à l'augmentation de la puissance et la finesse des modèles informatiques et des imageries satellites. Le pourtour méditerranéen est en passe d'être désenclavé des prévisions numériques globales du temps.

### 1980-1999: étude de la méso-échelle

#### Identification des organisations orageuses

Orages rétrogrades en V

En 1980, Maddox identifie grâce aux imageries infrarouges satellitales, les MCC ou Complexe convectif de méso-échelle. Ces organisations orageuses circulaires de grandes tailles, font tomber de fortes quantités d'eau en quelques heures sur un territoire important, engendrant régulièrement des crues éclairs dans les Grandes-Plaines nord-américaine. Deux ans plus tard, une telle organisation orageuse, frappe durement la région de Valencia en Espagne, qui sera décrit par Rivera et Riosalido en 1986. L'étude de ces orages et de l'environnement synoptique leur donnant naissance, permet de faire un très grand progrès, dans la prévision des orages générateurs de précipitations extrêmes. 
Un an plus tard, T. Fujita identifie une nouvelle organisation orageuse à précipitation extrême, de plus petite taille et de forme différente des MCC, les MCS en V ou Système convectif de méso-échelle en V. Son étude sera compléter par Scofield et Purdom en 1986. Ces orages en V, ont le défaut d'être rétrograde, c'est-à-dire qu'ils se régénèrent en permanence, tant que les conditions qui lui ont donné naissance sont en place. Les cellules se formant les unes après les autres, formant une sorte de plumeaux sur les imageries radars et satellites, où la pointe est toujours en direction du vent de moyenne troposphère. Ils peuvent durer plusieurs heures, faisant tomber des quantités d'eau très importantes, sur une zone très localisée, engendrant régulièrement des crues catastrophiques. Cette forme en V concentre la puissance de l'orage en une zone donnée, ce qui concentre la fureur de ceux-ci, faisant des organisations orageuses en V, parmi les plus intenses à se produire. 

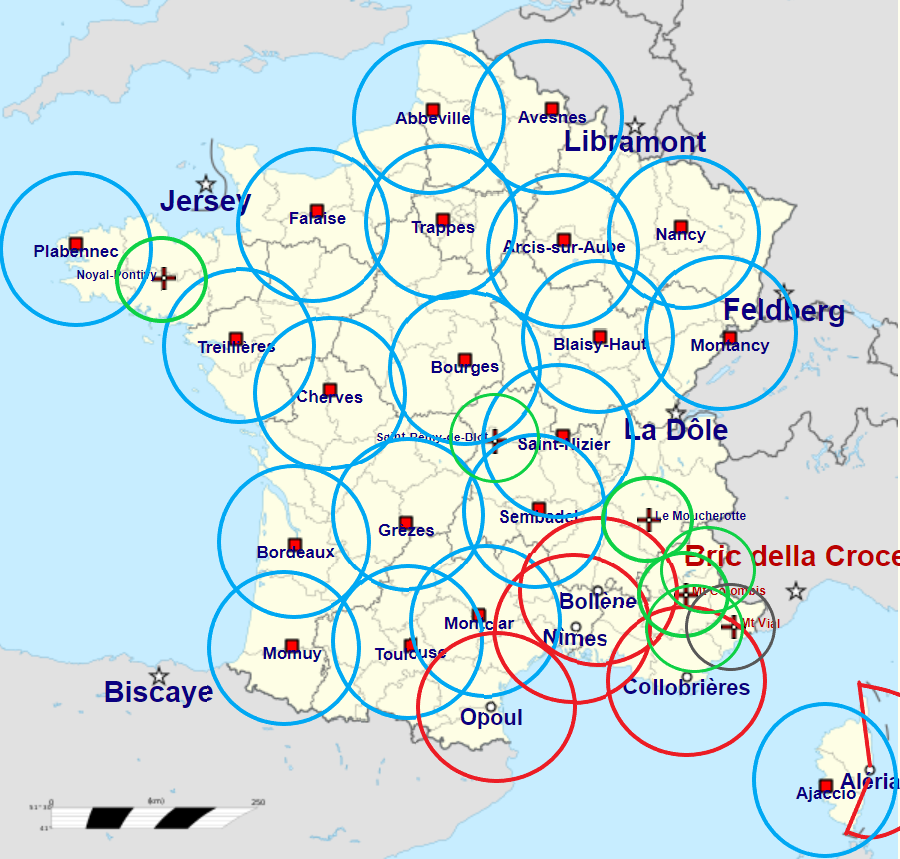
Réseau ARAMIS en 2019.

L'identification de ces derniers, permet aux météorologues français de supposer que ce sont eux qui sont régulièrement à l’œuvre dans le sud de la France, mais sans en avoir encore la preuve scientifique. Au milieu des années 1980, les services météo français lancent le projet Radome, ayant pour but de créer un réseau de 13 radars météo, complété du logiciel CASTOR, afin de les contrôler en même temps pour posséder une mosaïque de l'ensemble des radars, et surveiller les précipitations sur l'ensemble du pays. Entre les années 1990 et 2000, ce réseau ne cessera d'être étoffé afin de mieux surveiller les épisodes de pluies diluviennes frappant le sud de la France, et aujourd'hui porte le nom de réseau ARAMIS.
En 1987, Nîmes voit la fin de la construction de son tout nouveau radar météo, qui couvre une grande partie de la basse vallée du Rhône et des Cévennes, ainsi qu'une partie des plaines littorales de l'Hérault et du Gard. Le prochain épisode méditerranéen pourra enfin être étudié avec des images radars, ce qui sera une révolution pour la compréhension de ceux-ci. Malheureusement pour Nîmes, ce sera à ses dépens, puisque le 3 octobre 1988, l'un des pires épisodes pluvieux de l'histoire du Gard, se concentre sur Nîmes. Les images radars sont claires, c'est bien un orage en V qui vient de s'immobiliser sur la ville, faisant tomber en 9 h pas moins de 420 mm de pluie (voir plus, vu que le pluviomètre a débordé à quatre reprises). Nîmes est dévastée par les crues torrentielles, et les habitants sont choqués par l'intensité de cet épisode exceptionnel. Cet épisode et ceux qui vont suivre seront étudiés en détail, permettant une meilleure compréhension de ces phénomènes, et d'améliorer grandement la prévision de ces orages diluviens. Le 26 septembre 1992, on identifie un MCC sur le Roussillon, responsable des crues catastrophiques de Rennes-les-Bains.
Au cours des années 1990, avec l'agrandissement du réseau de radars météo et l'arrivée de supercalculateurs plus puissants, le modèle global Arpège est développé puis mise en service en 1994, remplaçant l'ancien modèle Peridot. Il sera complété par le modèle de méso-échelle Aladin en 1996, permettant d'améliorer grandement la prévision des épisodes méditerranéens, grâce à des mailles plus fines capables de mieux prévoir les processus de méso-échelle. Le 12 et 13 novembre 1999, Arpège voit arriver 24 h en avance avec succès, l'épisode exceptionnel à l'origine de la catastrophe des Corbières, dans l'Aude et le Tarn.

#### Gouttes froides

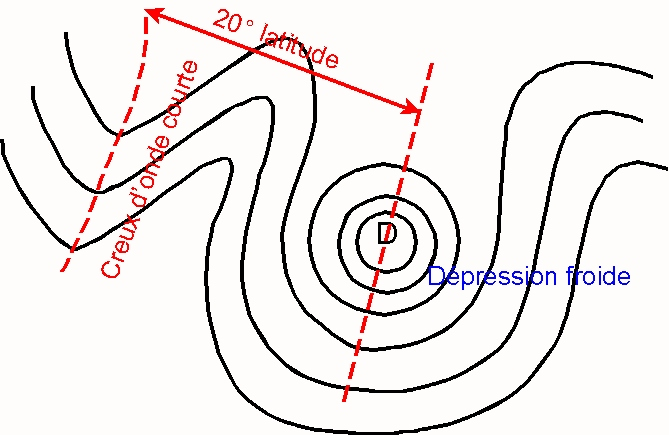
Une dépression froide stationnaire, dans laquelle on retrouve une goutte froide, et la règle de Henry menant à son délogement.

En 1986, Chiari publie une étude sur la position des gouttes froides et la localisation des épisodes méditerranéens, permettant de mieux prévoir ces épisodes de pluies diluviennes. La corrélation établie entre les épisodes méditerranéens et les gouttes froides, existe depuis les années 1940, mais avec le développement des modèles de méso-échelle et la meilleure compréhension des environnements synoptiques, on peut désormais étudier très en détail celles-ci et donc mieux comprendre son rôle dans la survenue d'un tel phénomène.
Si la goutte froide se positionne sur le Golfe de Gascogne, alors les régions touchées sont le Languedoc oriental et la Provence (la basse vallée du Rhône) ; si celle-ci se trouve dans les parages de la Catalogne espagnole, alors ce sont les Pyrénées orientales et le Languedoc occidental qui se retrouvent concernés ; enfin si celle-ci se trouve à l'Est des Îles Baléares, alors c'est la Corse, la Côte d’Azur, et les Alpes qui seront impactées.
Entre 1988 et 1996, un premier inventaire des épisodes de fortes pluies est effectué dans le sud de la France, et permet d'observer une quinzaine d'épisodes méditerranéens ayant donné lieu à un MCS en V. Il permet également de classer en deux grandes types, les situations donnant lieu à ces épisodes méditerranéens, selon le positionnement de la Goutte froide en Atlantique ou sur le Golfe de Gascogne. Dans la réalité, les situations rencontrées ne sont pas celles exactement décrites, mais une variante entre les deux, se rapprochant plus de l'une ou de l'autre :

##### Situation de classe 1
- Configuration atmosphérique :
  - Goutte froide situé entre le Golfe de Gascogne et les Baléares ;
  - Zone menacée dépendant de là où se situe la goutte froide ;
  - Zone menacée se trouvant en sortie de flux du Jet Stream ;
  - Thalweg de courte longueur d'onde au niveau des Baléares remontant le flux dans un axe Sud-Ouest/Nord-Est ;
  - Type de forçage : forçage synoptique
- Éléments de prévisions :
  - Clairement identifiable 12 à 24 h en avance ;
  - Épisode intense et durable, avec plusieurs organisations orageuses sévères attendues ;
  - Alerte déclenchée 12 à 24 h en avance et confirmée 6 h avant le début de l'épisode, sur 4 à 5 départements

La goutte froide étant une dépression isolée, celle-ci est entourée par une zone anticyclonique. De fait dans une goutte froide, les masses d'air circulent dans un sen anti-horaire, propulsant les masses d'air situé au sud et sud-ouest en direction du nord. De fait, quand une goutte froide circule entre le Golfe de Gascogne et les Baléares, elles propulsent une masse d'air tropical venant du Sahara, s'étant chargé en humidité au-dessus des eaux chaudes de la Méditerranée, en direction du sud-est de la France. Dans le même temps, les zones anticycloniques entourant cette goutte froide, voit les masses d'air circuler dans un sens horaire, de fait ce sont les masses d'air situées au nord et nord-ouest qui sont propulsées vers le sud. De fait ce sont des masses d'air continentales, froides et sèches, qui viennent à la rencontre de ces masses d'air tropicales.
Le thalweg de courte longueur d'onde, propulse la masse d'air tropical sur la masse d'air continental, créant un forçage dynamique de grande échelle. L'air chaud et humide moins dense ne peut qu'être forcé de s'élever en altitude, se condensant en atteignant la troposphère créant des nuages d'orages. Ces orages s'alimentent continuellement en humidité, avec le maintien d'un flux d'air chaud et humide, créé par la convergence des flux de surface et de l'advection chaude. Simultanément, les reliefs bloquent l'avancée de ces orages, et engendre à leurs tours un forçage orographique qui vient se coupler avec le forçage dynamique. C'est dans cette zone précise, que les MCS en V ont le plus de chances de se former. 
On observe régulièrement cette situation en automne, avec une mer Méditerranée et une masse d'air tropical et sèche au maximum de température, à la sortie de l'été. Les deux n'ayant pas encore ou étant encore très peu concernés par les masses d'air polaire, commençaient à redescendre vers le sud de l'Europe.
Exemple type d'épisodes méditerranéens de classe 1 :
- 3 octobre 1988, ayant provoqué la catastrophe de Nîmes ;
- 21-22 septembre 1992, ayant provoqué la catastrophe de Vaison-la-Romaine ;
- 1er-4 décembre 2003, ayant provoqué la crue historique du Rhône de décembre 2003.

##### Situation de classe 2
- Configuration atmosphérique :
  - Goutte froide situé au large de la Manche ;
  - Zone menacée dépendant de l'advection chaude et du forçage d'échelle fine ;
  - Influence d'un courant d'Ouest-Sud-Ouest assez "mou" et diffluent ;
  - Thalweg de courte longueur d'onde en approche ;
  - Type de forçage : forçage orographique, voir frontal
- Éléments de prévisions :
  - Difficilement mis en évidence, même à très courte échéance ;
  - Épisode intense mais localisé, avec une seule organisation orageuse possible, se formant essentiellement de nuit ;
  - Alerte déclenchée sur un ou deux départements seulement si orage en V observé, pour éviter les fausses alertes

Dans cette situation, la goutte froide étant très éloignée, le Sud-Est du pays est sous influence d'une masse d'air tropical, mais sans forçage dynamique pour la soulever. Elle ne déclenche pas forcément un épisode méditerranéen, mais s'il s'en produit un, toute la convection sera focalisée dans une zone très localisée, à cause d'un forçage de méso-échelle. Mais à cette époque étant encore très mal appréhendé, savoir où va se produire ce forçage est très difficilement prévisible, et les fausses alertes sont très fréquentes. De plus, c'est très souvent durant la nuit que cette situation déclenche un orage en V, représentant une vraie menace pour les populations qui peuvent se retrouver piéger en pleine nuit par les inondations soudaines conséquentes.
Il existe deux types de forçage de méso-échelle : le forçage orographique et le forçage frontal. Le forçage frontal se produit, quand un front chaud quasi stationnaire, qui est a peu près perpendiculaire au flux et à l'advection de surface, focalise la convection. Dans un forçage orographique, c'est une barrière montagneuse qui joue le rôle du front chaud, et on en observe très régulièrement sur la Corse orientale, ainsi que les Cévennes. 
On a tendance à observer ce type de situations plus fréquemment en hiver ou en fin d'automne. Si une situation de classe 1 se déclenche sur le Languedoc, une situation de classe 2 peut affecter simultanément la Ligurie, l'Italie du Nord, ou peut-être la Corse orientale. On peut également voir un épisode méditerranéen débuter par une situation de classe 2, puis avec le rapprochement de la goutte froide, voir celui-ci devenir un épisode de classe 1, et se terminer de nouveau sur une situation de classe 2. 
Exemple type d'épisodes méditerranéens de classe 2 :
- 31 octobre-1er novembre 1993 dû à un forçage orographique, ayant provoqué les crues catastrophiques en Corse ;
- 28 janvier 1996 dû à un forçage frontal, ayant provoqué la catastrophe de Puisserguier

##### Minimum isolé et advection chaude
Un minimum isolé est une zone de basse pression liée à une goutte froide qui est une zone de basse température. les deux ne sont pas à la même altitude, la goutte froide étant en altitude, tandis que le minimum isolé est beaucoup plus proche du sol. Selon la présence ou non d'un décalage entre les deux, l'intensité de l'épisode méditerranéen est différente. Si le minimum isolé est légèrement en décalage avec la goutte froide, alors une advection chaude sera présente sur le sud de la France, sans forçage mais avec accumulation orographique. Ce qui engendre un épisode de pluie continue durable rarement convectif, mais avec des cumuls sur la totalité de l'épisode pouvant être très important. C'est ce type de situation qu'on nomme souvent épisode cévenol.
Si le minimum isolé n'est pas en décalage avec la goutte froide, alors c'est une masse d'air froid qui sera présente sur le sud de la France. Ce qui entraîne un forçage dynamique de grande échelle, produisant des orages localisés peu durable, mais avec des cumuls horaires très importants.

##### Goutte froide de méso-échelle

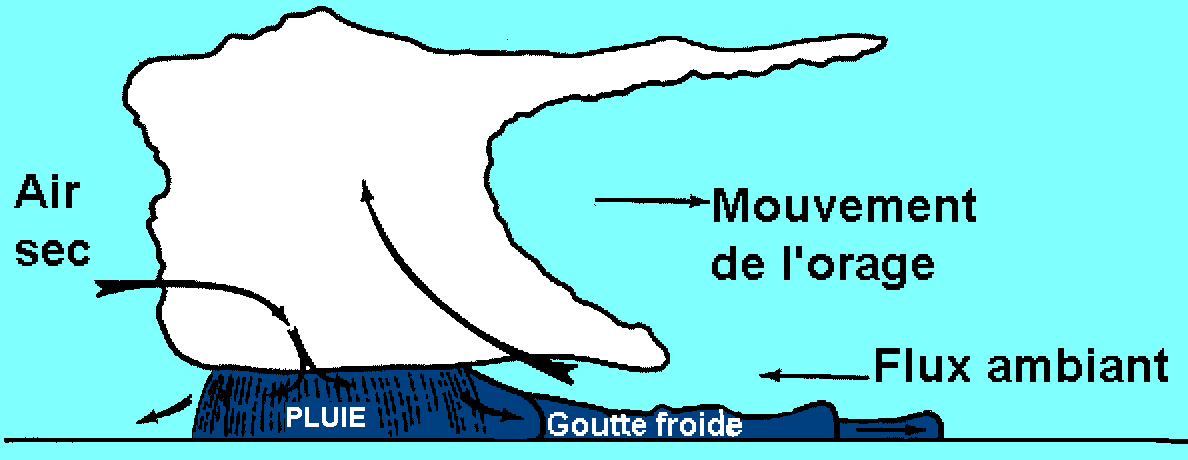
Formation d'une goutte froide sous un orage.

Au cours des années 1990, avec l'étude détaillé des systèmes convectifs de méso-échelle (SCM) en V, on découvre un autre aspect de ces orages, lié à l'entrée d'air froid et sec à moyenne altitude, point clé souligné dans les années 1950. Cet air froid et sec entrant, traverse la zone de forte précipitation, où il se densifie en se chargeant en humidité. Cet air froid et humide descend au sol et rayonne dans toutes les directions. Cette masse d'air froide et humide créer un méso-anticyclone (ou goutte froide de méso-échelle), qui engendre un forçage de l'air chaud et humide convergeant vers l'orage. L'orage créer son propre forçage dynamique, forçant l'air chaud et humide à toujours s'élever dans l'orage, contre cet air froid et sec qui entre à moyenne altitude. Or en s'élevant l'air chaud et humide se condense au sommet de l'orage, en surplombant l'arrivée de l'air froid et sec à l'étage moyen, faisant tomber les précipitations sur cet air froid qui se densifie à son tour, créant un cycle d'auto-entretien du SCM en V.

### 2000-2009: prévisions et vigilance météo

#### Vigilance météo
À la fin de décembre 1999, deux tempêtes successives, Lothar et Martin, dévastent l'Europe de l'Ouest, et en particulier la France, qui paye le plus lourd tribut humain et matériel. Si l'arrivée de Martin fut prévue en avance, ce n'a pas été le cas de Lothar qui frappe par surprise, bien que Météo-France avait alerté les services civils responsables de ce type de crises, mais en sous-estimant les vents de celle-ci. La combinaison d'un ensemble de facteurs vont être la cause d'un "couac" de communication, qui engendrera le jour-même du passage de Lothar une polémique très vive au sein des médias et de la population. De plus, les comportements inadaptés de certaines personnes, en particulier celles qui ont pris la route par vent violent, vont causer des morts à la suite notamment de chutes d'arbres à leur passage. Ce phénomène qui clôt une décennie très meurtrière sur le plan des phénomènes météorologiques en France, va radicalement changer la procédure de communication en cas d'alerte, avec la création d'un tout nouveau système d'alerte, destiné autant au public qu'aux services de la sécurité civile : la  vigilance météo. Elle voit le jour entre 2000 et 2001, et est utilisée pour la première fois le 1er octobre 2001. La toute première vigilance orange est déclenchée le 6 octobre 2001, pour le paramètre de vents violents, lors du passage d'une tempête en Bretagne. Sur le plan des épisodes méditerranéens, la toute première vigilance orange déclenchée, le fut le 8 octobre 2001 à 16h00, sur l'ensemble de la basse vallée du Rhône (Bouches-du-Rhône, Gard, Vaucluse), l'Hérault, la Lozère et le Var. 
Les épisodes méditerranéens sont rapidement devenus le phénomène météo, qui déclenche le plus grand nombre de vigilances "rouge", le niveau d'alerte le plus élevé, depuis l'apparition de cette procédure. C'est d'ailleurs un épisode méditerranéen qui déclenche la première vigilance rouge de Météo-France, lors de l'épisode exceptionnel du 8 et 9 septembre 2002, avec une vigilance rouge "orages" pour le Gard. Sur 35 procédures de vigilance rouge déclenchées depuis septembre 2002, 18 l'ont été pour un épisode méditerranéen (dont un à caractère neigeux en 2018), contre 10 pour des tempêtes hivernales et leurs conséquences, 4 pour des inondations hors du bassin méditerranéen, 2 pour des avalanches, et 1 pour des intempéries neigeuses. Ce sont aussi les phénomènes qui peuvent déclencher le plus grand nombre de paramètres en vigilance orange et/ou rouge simultanés, sur un même département selon l'ampleur et la nature de l'épisode : Fortes pluies ou Pluie-Inondation, Orages, Inondation, Vague/Submersion, Vent violent, Neige-Verglas, et Avalanches (uniquement pour les Pyrénées-Orientales, les Alpes-Maritimes, les Alpes de Haute-Provence, la Haute-Corse, et la Corse du Sud).
| Année | Date de début        | Date de fin          | Département                                        | Vigilance rouge                      | Vigilance orange                     |
| ----- | -------------------- | -------------------- | -------------------------------------------------- | ------------------------------------ | ------------------------------------ |
| 2002  | 09/09/2002 à 1 h 39  | 09/09/2002 à 16 h 0  | Gard                                               | Orages, Pluie-Inondation             |                                      |
| 2003  | 03/12/2003 à 10 h 36 | 03/12/2002 à 18 h 27 | Hérault                                            | Orages, Pluie-Inondation             | Vent violent                         |
| 2005  | 06/09/2005 à 11 h 6  | 07/09/2005 à 6 h 10  | Gard, Hérault                                      | Orages, Pluie-Inondation             |                                      |
| 2008  | 02/11/2008 à 16 h 7  | 03/11/2008 à 10 h 7  | Allier, Loire, Haute-Loire, Nièvre, Saône-et-Loire | Inondation                           | Pluie-Inondation                     |
| 2010  | 07/09/2010 à 8 h 30  | 08/09/2010 à 1 h 30  | Gard                                               | Orages, Pluie-Inondation             | Inondation                           |
| 2010  | 07/09/2010 à 18 h 50 | 08/09/2010 à 1 h 30  | Ardèche                                            | Pluie-Inondation                     | Inondation                           |
| 2013  | 06/03/2013 à 14 h 40 | 07/03/2013 à 6 h 0   | Pyrénées-Orientales                                | Inondation                           | Vague/Submersion                     |
| 2014  | 29/09/2014 à 16 h 10 | 30/09/2014 à 9 h 28  | Hérault                                            | Orages, Pluie-Inondation, Inondation |                                      |
| 2014  | 10/10/2014 à 11 h 5  | 11/10/2014 à 6 h 0   | Gard                                               | Orages, Pluie-Inondation             | Inondation                           |
| 2014  | 11/10/2014 à 16 h 5  | 12/10/2014 à 16 h 0  | Hérault                                            | Orages, Pluie-Inondation             | Inondation                           |
| 2014  | 11/10/2014 à 16 h 5  | 12/10/2014 à 20 h 23 | Gard                                               | Orages, Pluie-Inondation             | Inondation                           |
| 2014  | 28/11/2014 à 19 h 10 | 29/11/2014 à 6 h 0   | Hérault                                            | Inondation                           |                                      |
| 2014  | 29/11/2014 à 22 h 5  | 30/11/2014 à 22 h 38 | Pyrénées-Orientales                                | Pluie-Inondation                     | Orages, Vent violent, Inondation     |
| 2014  | 30/11/2014 à 4 h 35  | 30/11/2014 à 16 h 5  | Aude                                               | Pluie-Inondation, Inondation         | Orages, Vent violent                 |
| 2016  | 13/10/2016 à 16 h 23 | 14/10/2016 à 6 h 0   | Hérault                                            | Pluie-Inondation                     | Orages, Vague/Submersion, Inondation |
| 2016  | 24/11/2016 à 11 h 30 | 25/11/2016 à 0 h 5   | Haute-Corse                                        | Pluie-Inondation                     | Orages, Vent violent                 |
| 2018  | 28/02/2018 à 20 h 5  | 01/03/2018 à 0 h 0   | Hérault                                            | Neige-Verglas                        | Pluie-Inondation, Vague/Submersion   |
| 2018  | 15/10/2018 à 6h00    | 16/10/2018 à 16h00   | Aude                                               | Pluie-Inondation, Inondation         | Orages                               |
| 2019  | 23/11/2019 à 16h00   | 24/11/2019 à 06h00   | Var et Alpes-Maritimes                             | Pluie-Inondation, Inondation         | Orages, Vague-Submersion, Avalanches |
| 2019  | 01/12/2019 à 10h00   | 02/12/2019 à 06h00   | Var et Alpes-Maritimes                             | Pluie-Inondation                     | Orages, Inondation                   |
| 2020  | 22/01/2019 à 15h15   | En cours             | Pyrénées-Orientales et Aude                        | Inondation                           | Pluie-Inondation, Avalanches         |

### Depuis 2010: des prévisions à améliorer

#### Projet HyMex
C'est dans ce cadre que Météo-France a lancé le projet Hymex, afin de mieux comprendre ces phénomènes météo singuliers du Pourtour méditerranéen, pour pouvoir à long terme mieux les prévoir, et mieux comprendre les données observées quelques jours à quelques heures de l'épisode.
Météo-France et le CNRS supervisent de 2010 à 2020 ce programme de recherche international (HyMeX,), avec l'appui de 400 scientifiques, et de toutes les dernières technologies d'observations météorologiques existantes : bateau de recherches, bouées, station météo portative, observation satellite, sondes atmosphériques, et collecte des données de toutes les stations météo de la région (Italie, France, et Espagne). Cette étude à grande et petite échelle, que ce soit en mer, sur terre, et dans l'atmosphère, durera jusqu'en 2020, et des premiers résultats de l'étude menée en 2012, ont été diffusés durant l'Automne 2016 par le CNRS.
La première campagne a eu lieu entre le 5 septembre et le 6 novembre 2012. Elle a permis d'engranger des données, notamment sur les zones encore peu couvertes comme la mer ou les zones nuageuses et précipitantes. Elle a aussi évalué la pertinence d'utiliser dans les modèles de nouvelles données, issues d'instruments de recherche comme les lidars (Light Detection and Ranging, appareil de télédétection qui émet des ondes laser et enregistre le signal retour de ces impulsions), ou des réseaux opérationnels radar (par exemple, des données qui permettent de distinguer la grêle de la pluie ou de la neige). Ces nouvelles données contribueront à affiner la représentation des processus dans les modèles climatiques et de prévision, et à améliorer l'utilisation des données observées dans ces modèles.
La campagne fut également un banc d'essai pour tester de nouveaux systèmes de prévision météorologique, comme le système de prévision d'ensemble Arome de Météo-France. Météo-France utilise pour ses prévisions deux techniques : la prévision déterministe et la prévision d'ensemble. La prévision déterministe consiste à établir, à partir des observations, une simulation numérique des conditions météorologiques à venir. Mais les observations et le modèle ne sont pas parfaits (erreurs de mesure, zones sans données, hypothèses de modélisation...). La prévision d'ensemble tient compte de ces imperfections : le temps prévu n'est plus décrit par une seule simulation, mais par plusieurs. Au lieu d'un seul scénario obtenu avec la prévision déterministe, les prévisionnistes disposent donc d'une palette de scénarios possibles. Aujourd'hui, Météo-France réalise des prévisions déterministes avec ses trois modèles Arpège, Aladin et Arome et des prévisions d'ensemble uniquement avec Arpège. À l'horizon de 2015, les prévisionnistes devraient disposer aussi de prévisions d'ensemble avec le modèle à maille fine Arome. La première campagne intensive a permis de tester et d'évaluer l'apport de cette version d'Arome pour la prévision des pluies intenses (localisation et intensité). Les prévisions d'ensemble Arome alimenteront également les modèles hydrologiques afin d'estimer leur apport pour prévoir des crues sur les bassins des Cévennes et du Var.
Le programme HyMeX est financé en France par le CNRS, Météo-France, le CNES, Irstea, l'Inra, le programme blanc de l'ANR et la collectivité territoriale de Corse. Il bénéficie également de soutiens européens et internationaux.

#### Impact du réchauffement climatique
Les dernières recherches effectués dans le domaine ont démontré une tendance à l'augmentation et l'intensification de ces phénomènes vers la fin du XXIe siècle. Cependant les cycles hydrologiques encore mal connus restent difficilement prévisibles à long terme, et les cycles interannuels des épisodes méditerranéens tout aussi méconnus. Les années se suivent sans qu'une tendance ne se dégage quant à leurs évolutions à long terme entre 1958 et 2015. Par contre plusieurs modèles à long terme démontre une diminution de la moyenne pluviométrique annuelle dans ces régions, mais avec une très nette hausse du nombre et de l'intensité des épisodes méditerranéens, aggravant les prévisions des conséquences du réchauffement climatique dans cette région du globe. D'où l'importance du programme de recherches HyMex pour améliorer les prévisions futures.